# Esquilino (Rione)

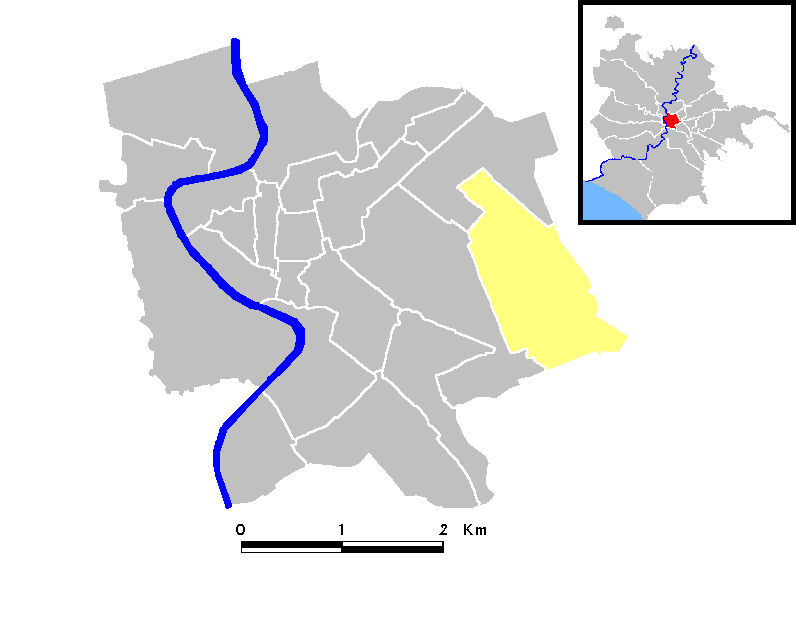
Lage von Esquilino in Rom

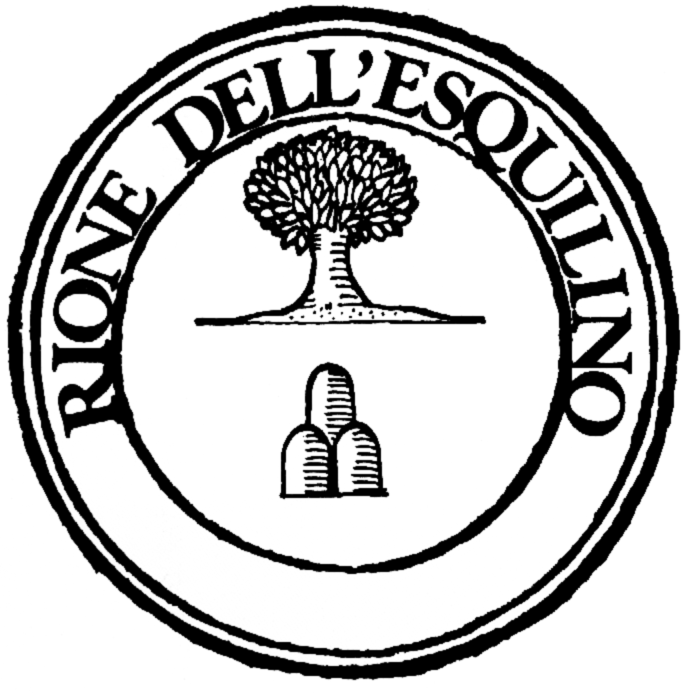
Wappen von Esquilino

Esquilino ist der XV. Rione (Stadtteil) von Rom. Er umfasst den Ostteil des Esquilin mit der Stazione Termini.

## Geschichte
Der Rione wurde 1921 vom Stadtteil Monti abgespalten.

## Wappen
Das Wappen zeigt einen Baum über einem Berg.